# Caprino (Lugano)
Caprino è una frazione di 400 abitanti del comune svizzero di Lugano, nel Canton Ticino (distretto di Lugano). Fa parte del quartiere di Castagnola-Cassarate-Ruvigliana.

## Geografia fisica
Caprino è stato l'unico nucleo abitato di Lugano sulla sponda meridionale del Lago di Lugano dal 1972 fino all'accorpamento a Lugano di Gandria, nel 2004. Sorge dirimpetto alla città, sotto il Monte Caprino. A ovest di Caprino si trova il confine di Stato con l'exclave italiana di Campione d'Italia.

## Storia
Già frazione del comune di Castagnola, assieme a questo nel 1972 è stato accorpato al comune di Lugano.

## Infrastrutture e trasporti
Caprino non è direttamente collegato alla città di Lugano e malgrado la vicinanza con Campione d'Italia non esistono strade che collegano le due località. La frazione è raggiungibile da Lugano Centro via lago (circa 3 km in linea d'aria) oppure compiendo un percorso terrestre di circa 20 km via Melide, Maroggia, Arogno e la sua frazione di Pugerna, tuttavia l'ultimo tratto da San Rocco e Caprino è percorribile solo a piedi.